# Gurminj-Museum

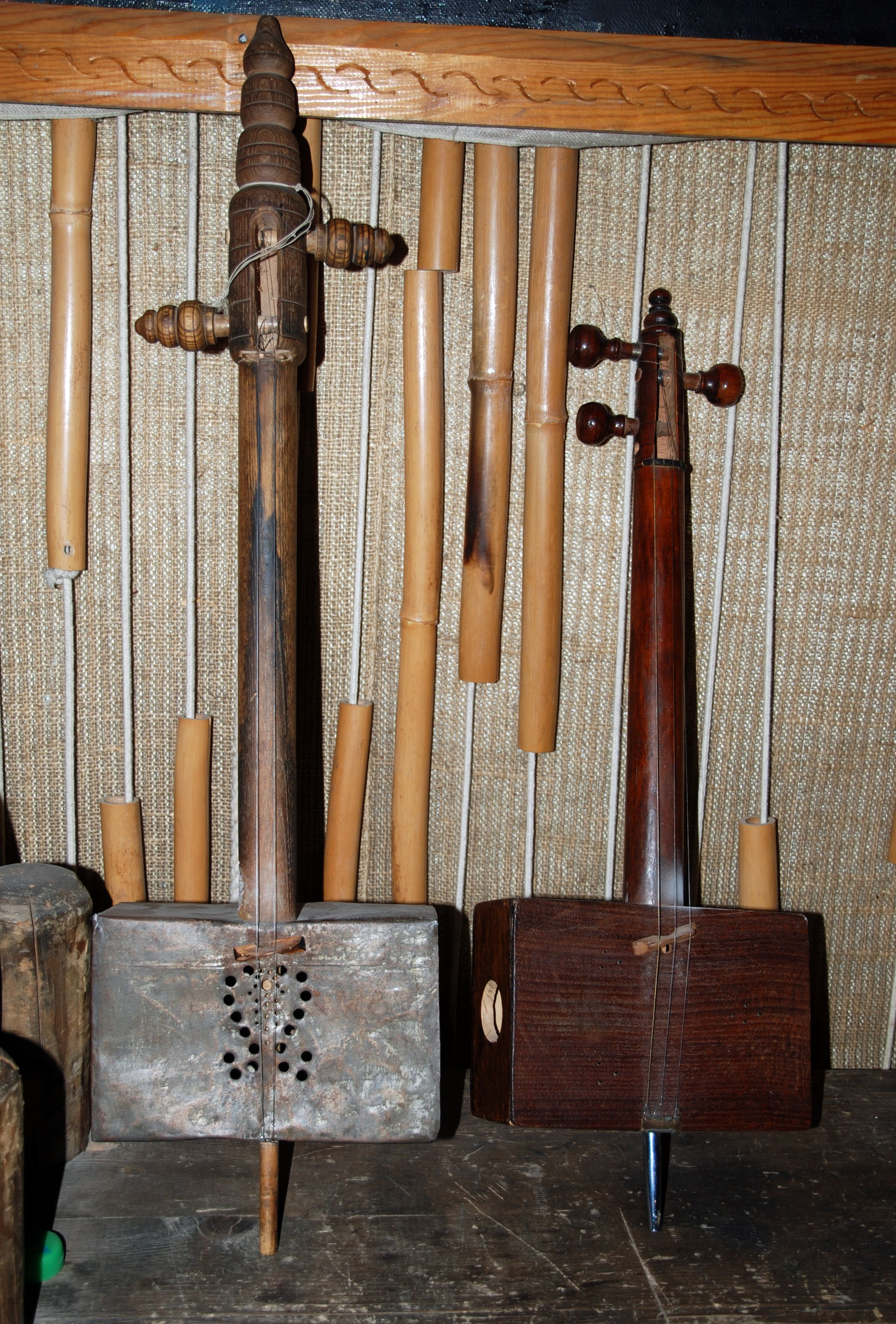
Zwei- und dreisaitige nordafghanische Stachelfiedel ghichak.

Das Gurminj-Museum ist ein Museum in Duschanbe, der Hauptstadt Tadschikistans. Die Ausstellung widmet sich der musikalischen Tradition des Landes und den dazugehörigen Musikinstrumenten.

## Geschichte
Das Gurminj-Museum wurde 1990 von seinem Namensgeber Gurminj Zavkibekov, einem berühmten tadschikischen Musiker, gegründet. Grundstock der Ausstellung sind traditionelle Instrumente aus Zavibekovs Heimatregion, der Autonomen Provinz Berg-Badachschan. Nach dem Tod des Gründers im Jahr 2003 übernahm dessen Sohn Iqbol Zavkibekov, ebenfalls ein Musiker, die Leitung des Museums. 2018 wurde der Umzug des Museums in ein neues Gebäude bekanntgegeben.

## Ausstellung
Kern der Ausstellung sind mehr als 100 Musikinstrumente, größtenteils aus der Sammlung Gurminj Zavkibekovs. Dabei dominieren Streichinstrumente und Trommeln, vor allem aus Berg-Badachschan und anderen Teilen des Pamir-Gebirges. Vor dem Umzug des Museums standen auch regelmäßig Live-Auftritte von Bands und Musikern in dem Museum auf dem Programm, nach dem Umzug wurde dies eingestellt. Das Museum hat sich zum Ziel gesetzt, die musikalische Tradition Tadschikistans zu vermitteln und zum Musizieren anzuregen. In diesem Sinne besuchen auch Schulklassen regelmäßig die Ausstellung.

## Betrieb
Der Betrieb des Museums basiert weitestgehend auf der Arbeit von Freiwilligen. Die Finanzierung wird unter anderem durch internationale Spender gesichert, außerdem wird das Museum von tadschikischen Kulturministerium gefördert.